# 駒川
駒川（こまがわ）は、大阪府大阪市東住吉区にある町名。現行行政地名は駒川一丁目から駒川五丁目。

## 地理
東住吉区の中央部に位置し、南北に細く設置されている。東の北側に西今川、南側に針中野、西の北側に北田辺、中央側に田辺、南側に東田辺、南に鷹合、北に桑津と接している。

### 河川
- 駒川

## 歴史

### 沿革
1974年（昭和49年）、大阪市東住吉区駒川町1 - 8丁目・西今川1 - 6丁目・中野通1 - 2丁目・東鷹合町1 - 3丁目・鷹合町1 - 3丁目の各一部より成立。

## 世帯数と人口
2024年（令和6年）9月30日現在の世帯数と人口は以下の通りである。
| 丁目       | 世帯数    | 人口    |
| ---------- | --------- | ------- |
| 駒川一丁目 | 1,285世帯 | 2,376人 |
| 駒川二丁目 | 350世帯   | 665人   |
| 駒川三丁目 | 946世帯   | 1,597人 |
| 駒川四丁目 | 670世帯   | 970人   |
| 駒川五丁目 | 735世帯   | 1,247人 |
| 計         | 3,986世帯 | 6,855人 |

### 人口の変遷
国勢調査による人口の推移。
| 1995年（平成7年）  | 6,713人 | [ 6 ]  |  |
| 2000年（平成12年） | 6,718人 | [ 7 ]  |  |
| 2005年（平成17年） | 6,384人 | [ 8 ]  |  |
| 2010年（平成22年） | 6,142人 | [ 9 ]  |  |
| 2015年（平成27年） | 5,722人 | [ 10 ] |  |
| 2020年（令和2年）  | 6,010人 | [ 11 ] |  |

### 世帯数の変遷
国勢調査による世帯数の推移。
| 1995年（平成7年）  | 2,992世帯 | [ 6 ]  |  |
| 2000年（平成12年） | 3,148世帯 | [ 7 ]  |  |
| 2005年（平成17年） | 3,153世帯 | [ 8 ]  |  |
| 2010年（平成22年） | 3,124世帯 | [ 9 ]  |  |
| 2015年（平成27年） | 2,925世帯 | [ 10 ] |  |
| 2020年（令和2年）  | 3,159世帯 | [ 11 ] |  |

## 学区
市立小・中学校に通う場合、学区は以下の通りとなる。なお、小学校・中学校入学時に学校選択制度を導入しており、通学区域以外に東住吉区の小学校・中学校から選択することも可能。
| 丁目       | 番                                                                      | 小学校               | 中学校               |
| ---------- | ----------------------------------------------------------------------- | -------------------- | -------------------- |
| 駒川一丁目 | 全域                                                                    | 大阪市立桑津小学校   | 大阪市立東住吉中学校 |
| 駒川二丁目 | 全域                                                                    | 大阪市立今川小学校   | 大阪市立白鷺中学校   |
| 駒川三丁目 | 1〜14番 15番1〜8号・30〜33号 16番1〜10号・17〜24号 24番1〜6号・26〜33号 | 大阪市立田辺小学校   | 大阪市立田辺中学校   |
| 駒川三丁目 | 15番9〜29号 16番11〜16号 17〜23番 24番7〜25号 25〜30番                  | 大阪市立東田辺小学校 | 大阪市立中野中学校   |
| 駒川四丁目 | 全域                                                                    | 大阪市立東田辺小学校 | 大阪市立中野中学校   |
| 駒川五丁目 | 全域                                                                    | 大阪市立東田辺小学校 | 大阪市立中野中学校   |

## 事業所
2021年（令和3年）現在の経済センサス調査による事業所数と従業員数は以下の通りである。
| 丁目       | 事業所数  | 従業員数 |
| ---------- | --------- | -------- |
| 駒川一丁目 | 105事業所 | 405人    |
| 駒川二丁目 | 19事業所  | 122人    |
| 駒川三丁目 | 81事業所  | 427人    |
| 駒川四丁目 | 134事業所 | 660人    |
| 駒川五丁目 | 215事業所 | 1,281人  |
| 計         | 554事業所 | 2,895人  |

## 交通

### 鉄道
- 近畿日本鉄道
  - 南大阪線 今川駅 - 針中野駅

### バス
2020年4月現在
- 大阪シティバス[15]
  - 3号系統：駒川
- 北港観光バス[16]
  - 西田辺瓜破西線：駒川商店街

### 道路
- 阪神高速14号松原線 駒川出入口
- 松虫通

## 施設
- 東住吉警察署駒川中野駅前交番
- 東住吉駒川一郵便局
- 東住吉駒川五郵便局
- 三井住友銀行 駒川町支店
- 三菱UFJ銀行 針中野支店
- 池田泉州銀行 駒川町支店
- 慈光寺
- フレスコ 駒川店
- スーパー玉出 駒川店
- 駒川公園
- 駒川北公園
- 田辺公園

## その他

### 日本郵便
- 〒546-0043[3]（集配局：東住吉郵便局[17]）